# Muncie (Indiana)
Muncie – miasto w Stanach Zjednoczonych, w stanie Indiana, położone nad rzeką White. Znajduje się tu Ball State University. Około 68 tys. mieszkańców.
W latach 20. i 30. XX wieku społeczność miasta była badana przez amerykańskich socjologów Roberta i Helen Lyndów. Ich prace (znane jako studia Middletown) stały się jednym z klasycznych dzieł amerykańskiej socjologii.
W mieście rozwinął się przemysł maszynowy, elektroniczny oraz szklarski.

## Ludzie związani z Muncie
- 1937 urodził się tu i wychował Gene Brewer
- 1942 urodził się Ron Bonham, koszykarz.
- przez rok studiował na wydziale psychologii na Ball State University Daniel Baldwin

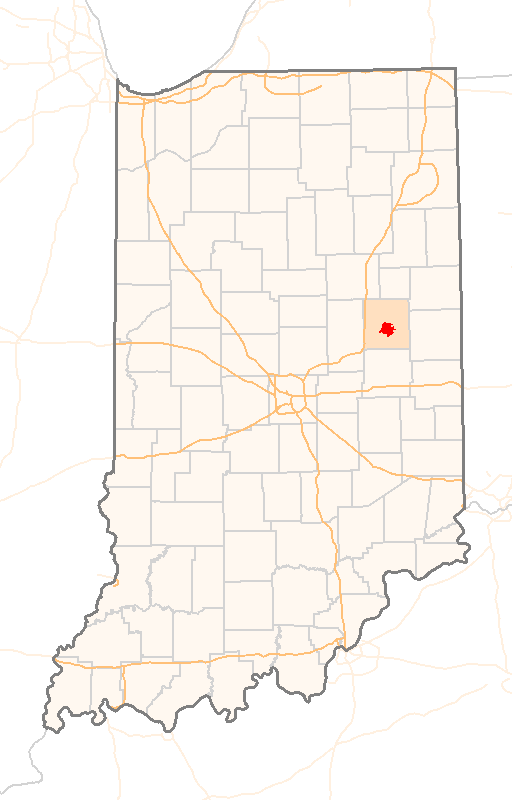
Położenie na terenie stanu Indiana

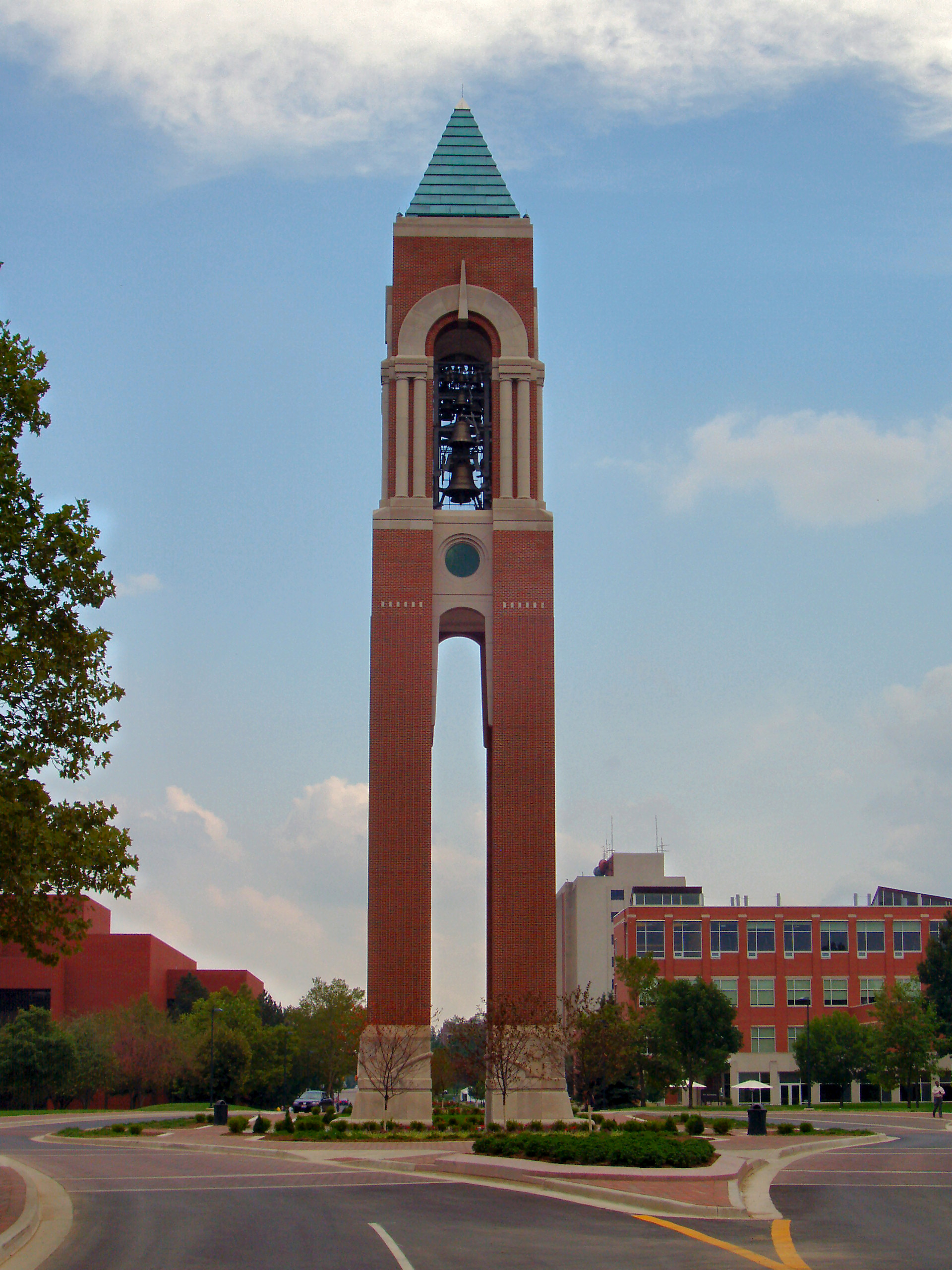
Dzwonnica w Ball State University

- studiował też na Ball State University Jim Davis
- 1974 urodziła się Jami Ferrell, amerykańska aktorka i modelka
- 1972 urodziła się Michelle Baena, amerykańska modelka, dziewczyna z okładki „Playboya” w maju 2005
- 1921 urodził się Jack Beeson, amerykański kompozytor
- 1916 urodziła się Mary Jane Croft, aktorka
- 1885 urodził się Kemper Harreld, muzyk
- 1910 urodził się Ralph Hefferline, psycholog
- 1902 urodził się Harry Pierpont, bandyta z gangu Johna Dillingera
- na Ball State University studiował John Rarick, kongresmen